# Dani Pacheco
Daniel « Dani » Pacheco Lobato est un footballeur espagnol né le 5 janvier 1991. Il joue actuellement au poste d'ailier gauche dans le club polonais du Wisła Płock.

## Biographie

### Carrière
Avant son transfert à Liverpool, Pacheco s'est fondé une réputation dans les rangs de l'académie de Barcelone. Doué pour marquer les buts, ses équipiers l'ont surnommé El Asesino (L'Assassin),.
À l'été 2010, il participe au championnat d'Europe des -19 ans, compétition dont il finit meilleur buteur avec 4 réalisations.
Pacheco débute à Liverpool le 5 février 2008, contre les Bolton Wanderers. Le 24 mars 2011, il est prêté jusqu'à la fin de la saison à Norwich City.
Le 24 août 2011, il est prêté par Liverpool à l'Atlético Madrid, puis la même saison au Rayo Vallecano.
Le 2 septembre 2013, il signe à l'AD Alcorcón qui évolue en 2e division espagnole.
En 2014, il signe au Betis Séville. Il est prêté au Deportivo Alavés pour la saison 2015-2016, puis au Getafe CF pour la saison suivante. En juillet 2017, il est transféré définitivement à Getafe.

## Statistiques
| Saison                | Club                    | Championnat           | Championnat | Championnat | Coupe nationale | Coupe nationale | Coupe de la Ligue | Coupe de la Ligue | Compétition(s) continentale(s) | Compétition(s) continentale(s) | Compétition(s) continentale(s) | Total | Total |
| Saison                | Club                    | Division              | M.          | B.          | M.              | B.              | M.                | B.                | Comp.                          | M.                             | B.                             | M.    | B.    |
| 2009-2010             | Liverpool FC            | Premier League        | 4           | 0           | -               | -               | -                 | -                 | C1+C3                          | 1+2                            | 0                              | 7     | 0     |
| 2010-2011             | Liverpool FC            | Premier League        | 1           | 0           | -               | -               | 1                 | 0                 | C3                             | 5                              | 0                              | 7     | 0     |
| 2010-2011             | Norwich City (prêt)     | Championship          | 6           | 2           | -               | -               | -                 | -                 | -                              | -                              | -                              | 6     | 2     |
| 2011-2012             | Rayo Vallecano (prêt)   | Liga BBVA             | 11          | 0           | 1               | 0               | -                 | -                 | -                              | -                              | -                              | 12    | 0     |
| 2012-2013             | Liverpool FC            | Premier League        | -           | -           | -               | -               | 1                 | 0                 | C3                             | 2                              | 0                              | 3     | 0     |
| 2012-2013             | SD Huesca (prêt)        | Liga Adelante         | 19          | 5           | -               | -               | -                 | -                 | -                              | -                              | -                              | 19    | 5     |
| 2013-2014             | AD Alcorcón             | Liga Adelante         | 32          | 5           | 5               | 2               | -                 | -                 | -                              | -                              | -                              | 37    | 7     |
| 2014-2015             | Betis Séville           | Liga Adelante         | 23          | 0           | 2               | 0               | -                 | -                 | -                              | -                              | -                              | 25    | 0     |
| 2015-2016             | Deportivo Alavés (prêt) | Liga Adelante         | 36          | 3           | 2               | 0               | -                 | -                 | -                              | -                              | -                              | 38    | 3     |
| 2016-2017             | Getafe CF (prêt)        | LaLiga 2              | 31+3        | 3+3         | -               | -               | -                 | -                 | -                              | -                              | -                              | 34    | 6     |
| 2017-2018             | Getafe CF               | LaLiga 1              | 11          | 0           | 1               | 0               | -                 | -                 | -                              | -                              | -                              | 12    | 0     |
| 2018-2019             | Málaga CF               | LaLiga 1              | 16          | 0           | -               | -               | -                 | -                 | -                              | -                              | -                              | 16    | 0     |
| Total sur la carrière | Total sur la carrière   | Total sur la carrière | 193         | 21          | 11              | 2               | 2                 | 0                 | -                              | 10                             | 0                              | 216   | 23    |

## Palmarès

### Au club
Betis Séville
- Champion de Segunda División en 2015

 Deportivo Alavés
- Champion de Segunda División en 2016